# Karen Smyers
Karen Smyers (Corry, 1 de setembro de 1961) é uma triatleta norte-americana. Na década de 1990, conquistou um hexacampeonato nacional consecutivo e um bicampeonato mundial, além da vitória da Copa do Mundo de 1991 e dos títulos do Ironman Hawaii e dos Jogos Pan-Americanos em 1995. Foi incluída no Hall da Fama dos Estados Unidos e da União Internacional de Triatlo.

## Biografia

### Campeonato mundial
Em 6 de agosto de 1989, Smyers obteve a quarta posição no Campeonato Mundial de Avinhão, terminando a prova 23 segundos atrás da medalhista de bronze Laurie Samuelson. No ano seguinte, venceu o mundial de Orlando e repetiu o feito cinco anos depois. Ela também detém um vice campeonato em 1993.

### Competições de longa distância
Smyers começou a competir em competições de longa distância e duração, vencendo três vezes o Ironman 70.3 de Saint Croix, Ilhas Virgens Americanas. Em 1994, estreou no Ironman Hawaii quando obteve o melhor tempo entre as estreantes na história da competição e, no ano seguinte, sagrou-se campeã. Em 1996, venceu o Campeonato Mundial de Longa Distância da União Internacional de Triatlo.

### Outras competições
No Campeonato Nacional, Smyers conquistou seis títulos consecutivos entre 1990 e 1995. Ela também detém sete vitórias em Copa do Mundo, incluindo o título geral em 1991, além da medalha de ouro dos Jogos Pan-Americanos de 1995.

### Problemas de saúde
Smyers enfrentou diversos problemas de saúde durante sua carreira de triatleta, incluindo um rompimento de tendão quando trocava uma janela, um pneumotórax e várias fraturas ósseas após sofrer um atropelamento e uma clavícula quebrada de um acidente em 1999. No mesmo ano, foi diagnosticada com um câncer de tireoide.

## Legado e realizações
Smyers colocou-se como uma das principais triatletas na década de 1990. Em 1993, foi eleita a mais pesquisada pelos leitores da revista Triathlete. Dois anos depois, tornou-se a primeira mulher a vencer o mundial e o Ironman Hawaii na mesma temporada. Foi incluída no Hall da Fama do Triatlo dos Estados Unidos em 2009, e cinco anos depois, no Hall da Fama da União Internacional de Triatlo. O contribuinte da Slowtwitch, Timothy Carlson, descreveu-a como "a estrela do triatlo com a qual a maioria das pessoas gostaria de tomar cerveja - uma humildade graciosa."